# Slaapliedje

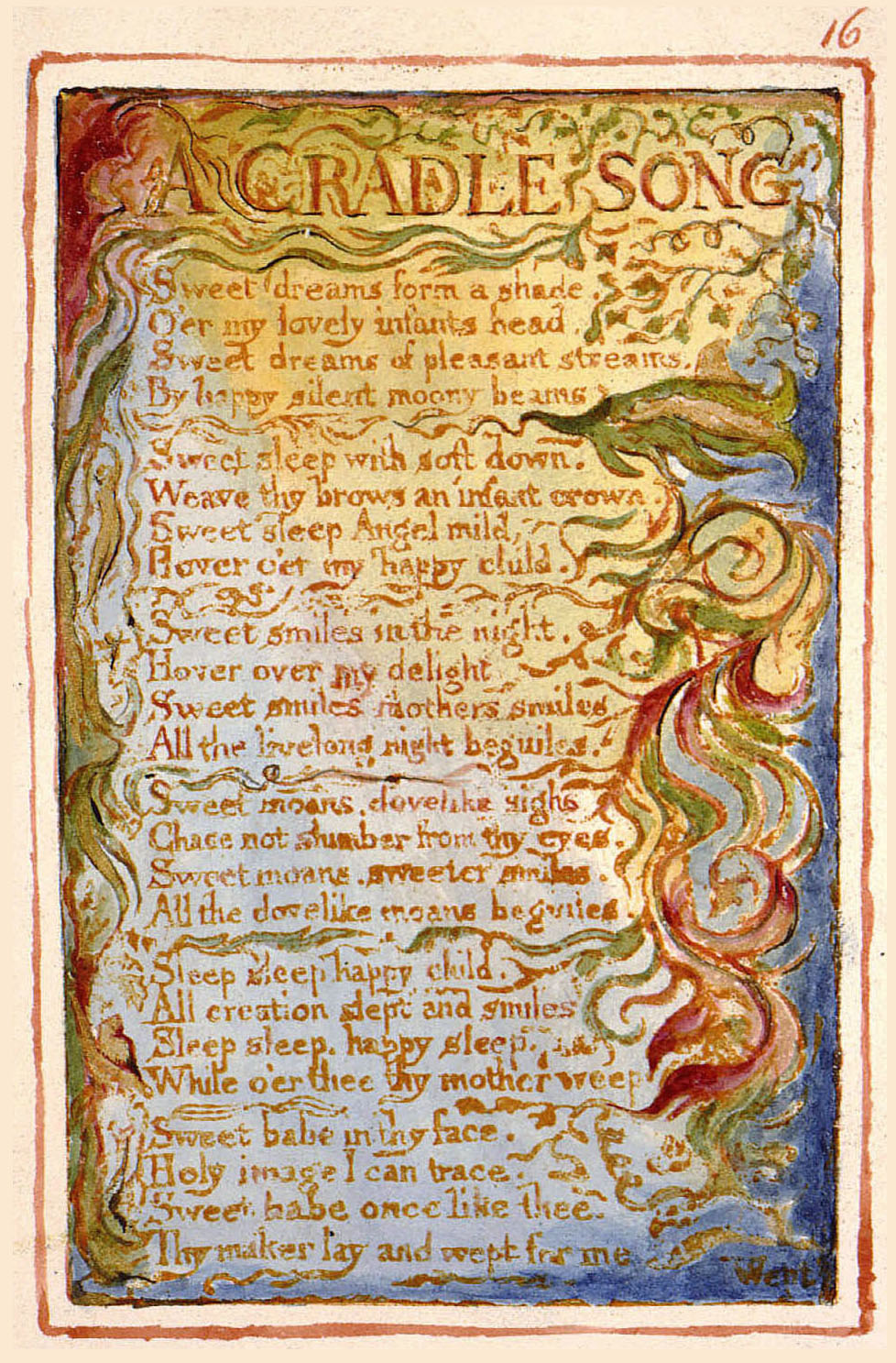
Cradle song (wiegelied), William Blake

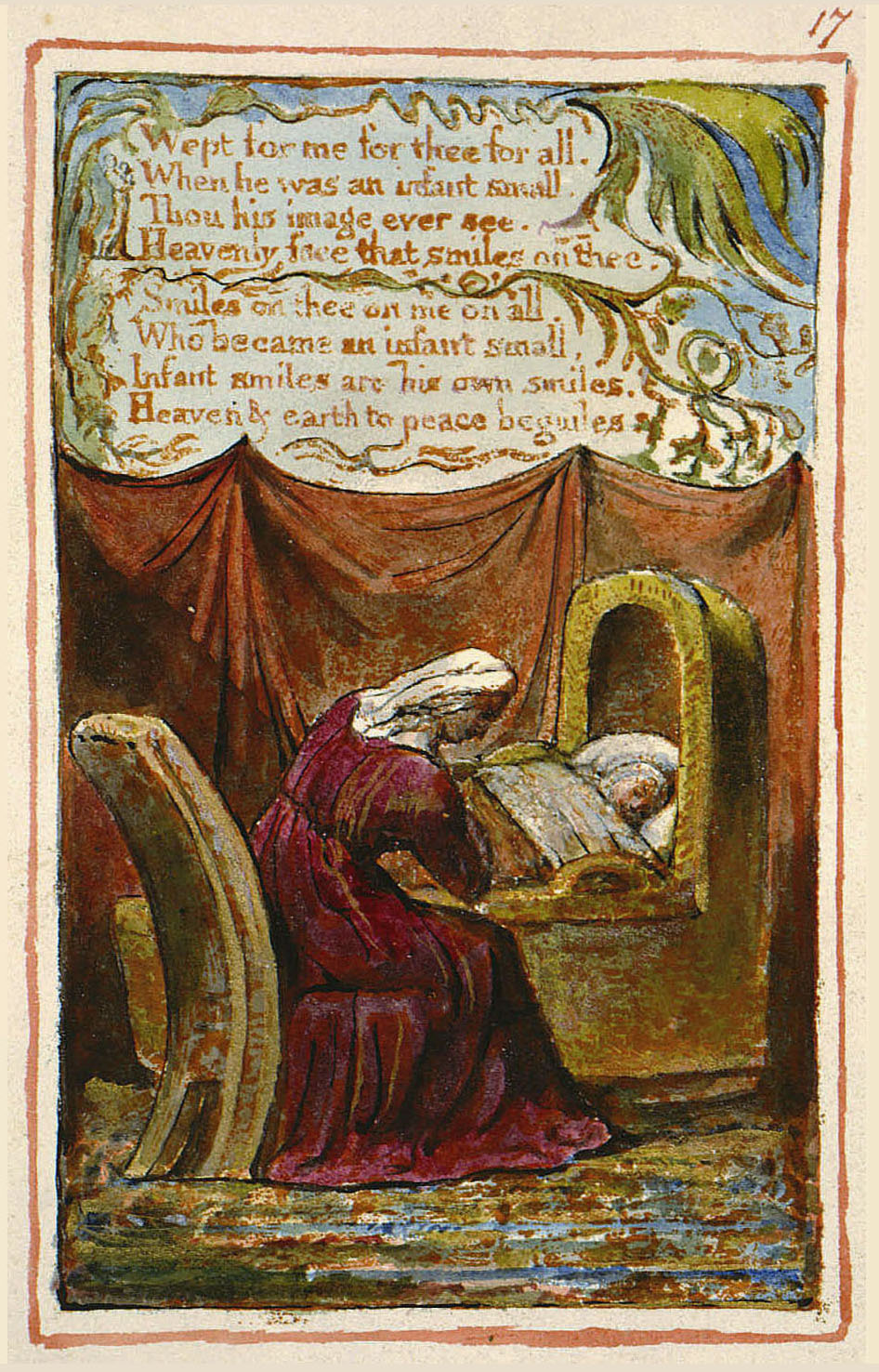
Cradle song (wiegelied), William Blake

Een slaapliedje of wiegeliedje is een kinderliedje dat gezongen wordt om een kind in slaap te krijgen. De inhoud van de tekst van het lied is zeer eenvoudig en refereert doorgaans aan het in slaap vallen van het kind. De muziek is rustig en wiegend (3/4 of 6/8 maat). Meestal wordt het door een ouder of verzorger gezongen.
Beroemd is het Wiegelied van Johannes Brahms, Guten Abend, gut’ Nacht, dat wereldwijd klinkt uit speeldoosjes die boven kinderbedjes hangen.
Bekend is ook het slaaplied uit A midsummer night's dream So goodnight with lullaby, dat door de vier feeën wordt gezongen voor hun koningin Titania. Het werd door Felix Mendelssohn getoonzet.

## Voorbeelden van slaapliedjes

### Nederlandse taalgebied
Slaap kindje slaap
daar buiten loopt een schaap
een schaap met witte voetjes
dat drinkt zijn melk zo zoetjes
slaap kindje slaap
daar buiten loopt een schaap.
Drie oudere liedjes:
| Suze Naanje, ik waige die wast toe wat groter din sluig ik die moar doe bist mie nog aal te klain 'k mout die moar wat deur de vingers zain. Suze Naanje doe. | Suja, suja kindje, wat ben je bitter stout. Heb je pijn in je buikje, of zijn je voetjes koud? Vuurtje zullen wij stoken, papje zullen wij koken. 't Wiegje gaat van zwik-zwak voor de kleine dikzak. | Maantje tuurt, maantje gluurt al door de vensterruiten. 't Is alsof of hij ons zeggen wil: 't is in de kamer zo stil, zo stil... Zijn de kinderen al naar bed, of spelen ze nu nog buiten? Zijn de kinderen al naar bed, of spelen ze nu nog buiten? | Lieve maan, kijk eens aan, ze liggen allang in de veren Mooi, zegt maantje en lacht en lacht, 'k wens jullie allen een goede nacht, morgen dan is er een nieuwe dag dan kun je weer spelen en leren, morgen dan is er een nieuwe dag dan kun je weer spelen en leren. |

(Tekst: H. Bruining. Muziek: H.J. den Hertog.)

### Franse taalgebied
| Do do l'enfant do (het kind slaapt) l'enfant dormira bien vite (het kind zal wel snel slapen) Do do l'enfant do l'enfant dormira bientôt (het kind zal binnenkort slapen) | Bekender nog is: Fais dodo, Colas mon petit frère Fais dodo, t'auras du lolo Maman est en haut Qui fait du gâteau Papa est en bas Qui fait du chocolat |

## Twintigste eeuw
In de liedbundel Kun je nog zingen, zing dan mee (1e druk in 1906) werd een aantal wiegeliedjes of slaapliedjes opgenomen. Door de populariteit en lange drukgeschiedenis van dit liedboek (41e druk in 1986) bleven dit decennialang in ruime kring bekende liedjes. Het gaat om onder meer de liedjes: Als goede kind'ren slapen zacht, dan houden Eng'len trouw de wacht, De bloempjes gingen slapen, zij waren geurensmoe en  't Wordt duister, mijn Roosje, kom, speel nu niet meer.

## Moderne slaapliedjes
Annie M.G. Schmidt heeft een slaapliedje geschreven, Suja suja Prikkeltje, daar buiten schijnt de maan (onder de titel Stekelvarkentjes wiegelied, in Het fluitketeltje en andere versjes (1950)), waarmee een stekelvarken door zijn moeder in slaap wordt gezongen.